# Howard Wood
James Howard Wood (Southampton, 20 de mayo de 1959) es un exjugador de baloncesto estadounidense que jugó una temporada en la NBA, además de hacerlo en la Liga ACB y en la CBA. Con 2,00 metros de estatura, lo hacía en la posición de alero. Tiene desde 1992 doble nacionalidad, estadounidense y española.

## Trayectoria deportiva

### Universidad
Jugó durante cuatro temporadas con los Volunteers de la Universidad de Tennessee, en las que promedió 10,4 puntos y 5,2 rebotes por partido, En su primera temporada fue incluido en el mejor quinteto de novatos de la Southeastern Conference, campeonato que los Volunteers ganaron al año siguiente por primera vez en su historia, con Wood en sus filas.

### Profesional
Fue elegido en la vigésimo séptima posición del Draft de la NBA de 1981 por Utah Jazz, donde jugó una temporada, siendo uno de los jugadores menos utilizados. En 42 partidos, promedió 3,4 puntos y 1,5 rebotes por partido.
Tras ser despedido, poco antes del comienzo de la temporada 1982-83, jugño dos temporadas en la CBA, hasta que en 1984 se marcha a jugar a España, donde desarrollaría el resto de su carrera deportiva. Ficha por el Cacaolat Granollers de la liga ACB, donde llega para sustituir al lesionado Ron Cornelius, jugando una temporada en la que promedia 17,4 puntos y 6,6 rebotes por partido.
Al año siguiente ficha por el Tizona Burgos de Primera B, categoría en la que permanecería 4 temporadas en cuatro equipos diferentes. Regresa a la máxima competición en 1989, fichando por el Pamesa Valencia, que veía su próxima nacionalización para no ocupar plaza de extranjero, pero esta no se produjo hasta 1992, teniendo en ese periodo apariciones efímeras sustituyendo a Brad Branson o Johnny Rogers cuando caían lesionados.
En 1992 ficha por el Ferrys Lliria, donde juega una temporada en la que promedia 5,9 puntos y 3,8 rebotes por partido. Al año siguiente regresa al Coren Ourense, donde permanece dos temporadas, para terminar su carrera jugando un año con el Cajacantabria Torrelavega de la Liga EBA.

## Estadísticas de su carrera en la NBA

### Temporada regular
| Temporada | Edad | Equipo    | Liga | P  | TIT | MIN | TC  | TCA | %TC  | 3P  | 3PA | %3P  | TL  | TLA | %TL  | R.OF. | R.DEF. | REB | ASIS | ROB | TAP | PER | FP  | PTS |
| 1981-82   | 22   | Utah Jazz | NBA  | 42 | 3   | 8.1 | 1.3 | 2.9 | .458 | 0.0 | 0.0 | .000 | 0.8 | 1.2 | .654 | 0.5   | 1.0    | 1.5 | 0.2  | 0.2 | 0.1 | 0.4 | 0.9 | 3.4 |
| Total     |      |           | NBA  | 42 | 3   | 8.1 | 1.3 | 2.9 | .458 | 0.0 | 0.0 | .000 | 0.8 | 1.2 | .654 | 0.5   | 1.0    | 1.5 | 0.2  | 0.2 | 0.1 | 0.4 | 0.9 | 3.4 |